# Nyctemera everetti
Nyctemera everetti är en fjärilsart som beskrevs av Swinhoe 1917. Nyctemera everetti ingår i släktet Nyctemera och familjen björnspinnare. Inga underarter finns listade i Catalogue of Life.